# سياسة التأشيرات في الإمارات العربية المتحدة
يجب على زوار دولة الإمارات العربية المتحدة الحصول على تأشيرة قبل السفر، ما لم يأتوا من إحدى الدول المعفاة من التأشيرة أو إحدى الدول التي يكون مواطنوها مؤهلين للحصول على تأشيرة عند الوصول.
يتمتع مواطنو الدول الأعضاء في مجلس التعاون الخليجي بحرية التنقل في دولة الإمارات العربية المتحدة.
يجب على جميع الزوار الذين يزورون دولة الإمارات العربية المتحدة أن يحملوا جواز سفر ساري المفعول لمدة 6 أشهر على الأقل، أو 3 أشهر إذا كانوا حاصلين على تصريح إقامة. يحتاج مواطنو دول مجلس التعاون الخليجي فقط إلى إبراز بطاقة هوية صادرة عن الحكومة.

## الإعفاء من التأشيرة أو التأشيرة المجانية عند الوصول
يجوز لمواطني البلدان والأقاليم التالية دخول الإمارات العربية المتحدة بدون تأشيرة أو مؤهلون للحصول على تأشيرة مجانية لدولة الإمارات العربية المتحدة عند الوصول:
| - البحرين ID - الكويت ID, 1, 2 - سلطنة عمان ID | - قطر ID - السعودية ID |  |

| - المكسيك 3 |

| - جورجيا 3 - ألبانيا |

| - الدول الأعضاء في الاتحاد الأوروبي (باستثناء أيرلندا) \| - الأرجنتين - باهاماس - باربادوس - بيلاروسيا - تشيلي - كولومبيا - كوستاريكا \| - السلفادور - هندوراس - آيسلندا - إسرائيل - كيريباتي - ليختنشتاين - جزر المالديف \| - الجبل الأسود - ناورو - النرويج - باراغواي - بيرو - روسيا - سانت فينسنت والغرينادين \| - سان مارينو - كوريا الجنوبية - صربيا - سيشل - جزر سليمان - سويسرا - أوروغواي \| |                                                                                  |                                                                                      |                                                                               |
| - الأرجنتين - باهاماس - باربادوس - بيلاروسيا - تشيلي - كولومبيا - كوستاريكا | - السلفادور - هندوراس - آيسلندا - إسرائيل - كيريباتي - ليختنشتاين - جزر المالديف | - الجبل الأسود - ناورو - النرويج - باراغواي - بيرو - روسيا - سانت فينسنت والغرينادين | - سان مارينو - كوريا الجنوبية - صربيا - سيشل - جزر سليمان - سويسرا - أوروغواي |

| - الأرجنتين - باهاماس - باربادوس - بيلاروسيا - تشيلي - كولومبيا - كوستاريكا | - السلفادور - هندوراس - آيسلندا - إسرائيل - كيريباتي - ليختنشتاين - جزر المالديف | - الجبل الأسود - ناورو - النرويج - باراغواي - بيرو - روسيا - سانت فينسنت والغرينادين | - سان مارينو - كوريا الجنوبية - صربيا - سيشل - جزر سليمان - سويسرا - أوروغواي |

| - البرازيل 3 |

| - أندورا - أستراليا - بروناي - كندا - الصين 4 | - هونغ كونغ - جمهورية أيرلندا - اليابان - كازاخستان - ماكاو | - ماليزيا - موريشيوس - موناكو - نيوزيلندا - سنغافورة | - أوكرانيا - المملكة المتحدة 5 - الولايات المتحدة - الفاتيكان |  |

الهوية - يمكن الدخول ببطاقة الهوية.

1 — لا تنطبق على جوازات السفر المختومة ب "المادة 17 فقرة 2.

2 — لحاملي جوازات السفر البيومترية فقط..

3 — لحاملي جوازات السفر العادية فقط؛ تُعفى جوازات السفر غير العادية من التأشيرة لمدة 90 يوماً خلال أي 180 يوماً بدلاً من ذلك.

4 — يشمل أيضا حاملي جوازات السفر للشؤون العامة.

5 – ينطبق فقط على المواطنين البريطانيين ومواطني أقاليم ما وراء البحار البريطانية والرعايا البريطانيين الذين لديهم شهادة استحقاق حق الإقامة.
| تاريخ تغيير التأشيرة |
| --- |
| تأشيرة مجانية - 6 مايو 2015: دول منطقة شنغن - 16 يوليو 2015: سيشيل - 16 مايو 2017: الأرجنتين - 1 يوليو 2017: اليابان - 16 ديسمبر 2017: تشيلي - 31 ديسمبر 2017: أوكرانيا - 16 يناير 2018: الصين - 31 مارس 2018: الجبل الأسود - 25 مايو 2018: هندوراس - مايو 2018: سانت فنسنت وجزر غرينادين - 29 أبريل 2018: أوروغواي - 2 يونيو 2018: البرازيل - 1 يوليو 2018: باربادوس - 31 أكتوبر 2018: المكسيك - 30 نوفمبر 2018: ليبيريا - ديسمبر 2018: سيراليون - يناير 2019: باراغواي - 17 فبراير 2019: روسيا - 6 مايو 2019: صربيا - 16 أغسطس 2019: باراغواي - 5 مارس 2020: كولومبيا - 16 يناير 2021: بيلاروسيا - 1 يوليو 2021: إسرائيل تاشيرة الدخول عند الوصول - 1 يونيو 2013: كندا (مستأنفة) - 22 مارس 2014: بلغاريا وكرواتيا وقبرص وجمهورية التشيك وإستونيا والمجر ولاتفيا وليتوانيا ومالطا وبولندا ورومانيا وسلوفاكيا وسلوفينيا (بدون تأشيرة بموجب اتفاقية الإعفاء من التأشيرة بين الإمارات العربية المتحدة والاتحاد الأوروبي اعتبارًا من 6 مايو 2015) - 1 نوفمبر 2016: الصين (بدون تأشيرة بموجب اتفاقية الإعفاء من التأشيرة اعتبارًا من 16 يناير 2018) - 1 فبراير 2017: روسيا (بدون تأشيرة بموجب اتفاقية الإعفاء من التأشيرة اعتبارًا من 17 فبراير 2019) - 10 مارس 2018: كازاخستان - أبريل 2018: كوستاريكا ألغيت - كندا: 2 كانون الثاني / يناير 2012 (استؤنفت في عام 2013) |

### تأشيرات بديلة
مواطني الهند من حاملي التأشيرات الصالحة أو المقيمين في الولايات المتحدة، أو المقيمين في الاتحاد الأوروبي، مؤهلون للحصول على تأشيرة مجانية لمدة 14 يوماً عند الوصول.
قدمت دولة الإمارات العربية المتحدة أيضاً تأشيرة خضراء جديدة للأشخاص الحاصلين على درجة البكالوريوس الذين يكسبون 15000 درهم (4084 دولاراً) أو أكثر شهرياً. ستوفر سياسة التأشيرات لمدة خمس سنوات مزيداً من الاستقرار والمرونة للعاملين من ذوي الدخل المتوسط في قطاع التعليم وجذب المواهب الجديدة إلى الإمارات.
أصدرت حكومة الإمارات العربية المتحدة التأشيرة الذهبية عام 2019، بموجب قرار مجلس الوزراء رقم 56 لتنظيم تصاريح الإقامة للمستثمرين ورجال الأعمال والمواهب المهنية سنة 2018. وتبلغ تكلفة تأشيرة الإمارات الذهبية 136 ألف دولار للمستثمرين.

## جوازات سفر دبلوماسية وخدمية

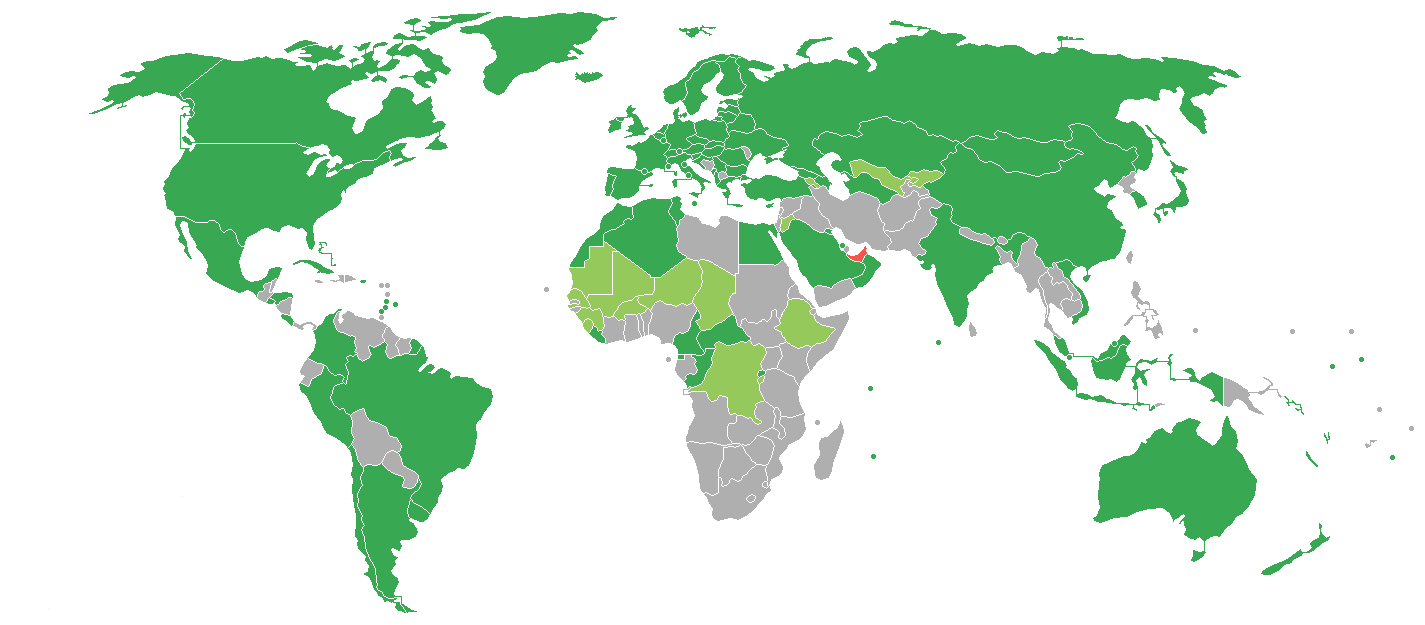
دولة الإمارات العربية المتحدة.
تأشيرة مجانية أو تأشيرة مجانية عند الوصول لجوازات السفر الدبلوماسية وجوازات السفر من فئة الخدمات.
تأشيرة مجانية أو تأشيرة مجانية عند الوصول لجوازات السفر الدبلوماسية.

بالإضافة إلى الدول التي يتم إعفاء مواطنيها من التأشيرة، حاملي جوازات السفر الدبلوماسية أو جوازات السفر من فئة الخدمة لألبانيا والجزائر وأذربيجان وبيلاروسيا والكاميرون وجمهورية إفريقيا الوسطى وكولومبيا والكونغو وكوبا ومصر وغينيا الاستوائية وجورجيا وغرينادا والهند وإندونيسيا . وليبيريا والمغرب ورواندا وسانت لوسيا وصربيا وتونغا وتونس وتركيا وتركمانستان وفانواتو وفيتنام، وحاملي جوازات السفر الدبلوماسية لأرمينيا وبوركينا فاسو وبوروندي وتشاد والكونغو الديمقراطية وإثيوبيا وغينيا والأردن وقيرغيزستان ومالي ، موريتانيا ، النيجر ، السنغال ، أوزبكستان أيضاً لا يحتاجون إلى تأشيرة أو يمكنهم الحصول على تأشيرة مجانية عند الوصول.

## التغييرات المستقبلية
وقعت دولة الإمارات العربية المتحدة اتفاقيات إعفاء من التأشيرة مع الدول التالية التي لم يتم التصديق عليها أو تطبيقها بعد:
- تايلاند - في 9 ديسمبر 2020 للحصول على جوازات السفر الدبلوماسية والخدمية.[24]
- غانا - نوفمبر 2020.
- جامايكا - في 23 سبتمبر 2019.[25]
- جنوب السودان - في 23 أبريل 2019.[26]
- بابوا غينيا الجديدة – في 21 أكتوبر 2017 لجميع جوازات السفر.[27]
- كينيا – في 25 فبراير 2017 للحصول على جوازات السفر الدبلوماسية.[28]
- ألبانيا – الإعفاء من تأشيرة الدخول مع ألبانيا حيز التنفيذ في 20 أبريل 2023.

## تأشيرة العبور
يمكن للمسافرين على جميع شركات الطيران الدولية دخول الإمارات العربية المتحدة لمدة 96 ساعة بعد الحصول على تأشيرة عبور في المطار. يجب أن يكون فارق التوقيت بين الرحلتين أكثر من 8 ساعات، ويجب على الراكب الاستمرار في الوصول إلى وجهة ثالثة. يجب أن يكون لدى الركاب أيضًا حجز فندقي. لا ينطبق هذا على مواطني أفغانستان والعراق والنيجر وسوريا والصومال واليمن.
يُعفى جميع المسافرين العابرين من رسوم الدخول لأول 48 ساعة؛ يمكن تمديد هذا الإدخال المختصر لمدة تصل إلى 96 ساعة مقابل رسم قدره 50 درهماً.

## متطلبات طلب التأشيرة
بالنسبة لجميع المواطنين الآخرين الذين لم يتم منحهم تأشيرة دخول أو تأشيرة عند الوصول، تختلف قواعد تأشيرات الإمارات العربية المتحدة وفقًا للجنسية والعمر والجنس. على سبيل المثال، بالنسبة للمغاربة والجزائريين والليبيين والسوريين والموريتانيين والتونسيين، فإن الحد الأدنى للسن المطلوب للتقدم للحصول على تأشيرة هو 40 عاماً. بالنسبة للجنسيات الأخرى، فإن الحد الأدنى للسن المطلوب للتقدم للحصول على تأشيرة هو 21 عاماً للرجال و23 عاماً للسيدات.

### تأشيرات الطيران
يحتاج الزوار عادةً إلى كفيل، ولكن يمكن أيضاً ترتيب التأشيرات عبر الإنترنت من خلال شركة طيران إذا كانوا سيصلون عبر شركات: العربية للطيران، طيران أستانا، طيران الإمارات، الاتحاد  (وطيران البلطيق  وطيران صربيا )، فلاي دبي، الخطوط الجوية التركية  وخطوط إنديغو.

## قيود القبول
بالإضافة إلى التأشيرة، يُطلب من رعايا  نيجيريا إجراء حجز فندقي أو عنوان إقامة طوال فترة الإقامة.
بالإضافة إلى ذلك، فإن مواطني  جنوب السودان يُرفض دخول الذي يحمل "جواز سفر عمل" إلى الإمارات العربية المتحدة، لكن يُسمح له بالعبور في الإمارات العربية المتحدة.

## استخدم لدول أخرى
تُقبل تأشيرات الإمارات العربية المتحدة أو تصاريح الإقامة باعتبارها تأشيرات بديلة للتأشيرات الوطنية أو تسمح بإجراءات دخول مبسطة في البلدان التالية:
- أرمينيا — يمكن لمواطني أرمينيا الذين يحملون تصريح إقامة في دولة الإمارات العربية المتحدة الحصول على تأشيرة عند الوصول صالحة لمدة تصل إلى 120 يوماً.[42]
- أذربيجان — يمكن للمقيمين في دولة الإمارات العربية المتحدة الحصول على تأشيرة عند الوصول لمدة أقصاها 30 يوماً إذا كان لديهم تصريح إقامة ساري المفعول لمدة 6 أشهر على الأقل من تاريخ الوصول.[43]
- جورجيا — يمكن للمقيمين في دولة الإمارات العربية المتحدة وحاملي التأشيرات الدخول إليها والإقامة فيها بدون تأشيرة لمدة 90 يوماً تقويمياً في أي فترة 180 يوماً. يجب أن تكون تأشيرة الإمارات و / أو تصريح الإقامة ساري المفعول في يوم الدخول إلى جورجيا.[44]
- قيرغيزستان — يمكن لمواطني الجزائر وبنغلاديش ومصر والهند والأردن ولبنان والمغرب ونيبال وباكستان وسريلانكا وتونس المقيمين في الإمارات التقدم للحصول على تأشيرة عند الوصول صالحة لمدة 30 يوماً.[42]

## إحصائيات الزوار

### إمارة دبي
كان معظم الزائرين  الذين وصلوا إلى إمارة دبي من دول الجنسية التالية:
| دولة             | 2019       | 2018       | 2017       | 2016      | 2015      |
| ---------------- | ---------- | ---------- | ---------- | --------- | --------- |
| الهند            | 1،970،000  | 2،032،000  | 2،073،000  | 1،800،000 | 1،601،000 |
| السعودية         | 1،565،000  | 1،568،000  | 1،529،000  | 1،638،000 | 1،542،000 |
| المملكة المتحدة  | 1200000    | 1،212،000  | 1،265،000  | 1،245،000 | 1،188،000 |
| سلطنة عمان       | 1،030،000  | 829000     | 862000     | 1،037،000 | 1،002،000 |
| الصين            | 989000     | 857000     | 764000     | 540.000   | 450.000   |
| روسيا            | 728000     | 678000     | 530.000    | 240،000   | 211000    |
| الولايات المتحدة | 667000     | 656000     | 633000     | 607000    | 602.000   |
| ألمانيا          | 560.000    | 567000     | 506000     | 462.000   | 461000    |
| باكستان          | 501000     | 513000     | 598000     | 607000    | 513000    |
| المجموع          | 16.730.000 | 15.920.000 | 15.790.000 | 14900000  | 14200000  |

### إمارة أبوظبي
نزلاء الفنادق  الذين قاموا بتسجيل الوصول في الفنادق في إمارة أبو ظبي كانوا من أصحاب الجنسيات التالية:
| دولة             | 2019      | 2018      | 2017      |
| ---------------- | --------- | --------- | --------- |
| الهند            | 450.000   | 416000    | 360.000   |
| الصين            | 396000    | 401000    | 372000    |
| المملكة المتحدة  | 267000    | 278000    | 261000    |
| الولايات المتحدة | 204000    | 194000    | 164000    |
| مصر              | 184000    | 169000    | 160.000   |
| الفلبين          | 175000    | 183000    | 181000    |
| السعودية         | 163000    | 168000    | 152000    |
| ألمانيا          | 128000    | 142000    | 131000    |
| المجموع          | 5،100،000 | 5،043،821 | 4،852،405 |